# Hubert Cailleau
Hubert Cailleau (Valenciennes, 1526 – Valenciennes, 1579) è stato un pittore e miniatore francese.

## Biografia

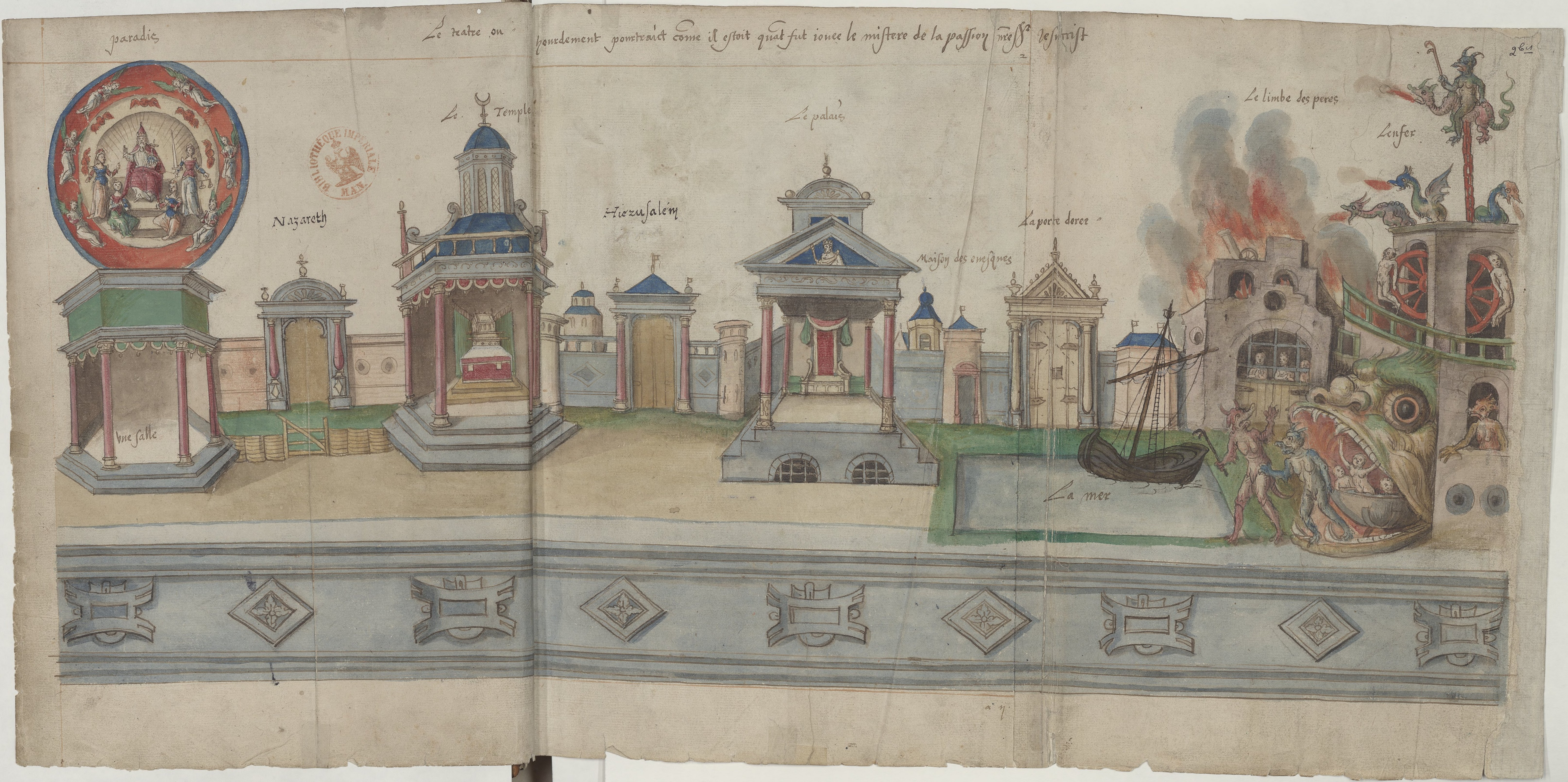
Storie della Passione e Risurrezione del Salvatore, 1577

Hubert Cailleau svolse un'intensa attività fino al 1576, affiancando alla più importante produzione di miniature una serie di ritratti eseguiti nel periodo in cui fu pittore di corte di Maria d'Ungheria o Maria d'Asburgo.
Di Cailleau si possono menzionare numerosi graduali e antifonari miniati conservati nella biblioteca di Douai, tra i quali uno firmato e datato 1544. Questi miniati furono richiesti dagli abati di Marchiennes, Jacques de Groote Legrand e Arnould de le Cambe detto Ganthois, e lo scopo di questi grandi libri era quella di essere usati dai religiosi per le funzioni corali. Tutti questi libri includono una presentazione che riassume il contenuto, oltre che indicare l'autore delle miniature e la datazione del lavoro.
Interessante, anche se meno prezioso dal punto di vista esecutivo, risulta un manoscritto con Storie della Passione e Risurrezione del Salvatore, conservato nella Biblioteca nazionale di Francia, una rappresentazione della vita, morte, passione e risurrezione del Salvatore, voluta nel 1547 dai cittadini di Valenciennes. Queste miniature riproducono il "mistero" essendovi raffigurati alcuni palazzi chiamati Paradiso, Inferno, Nazareth, Gerusalemme, Il tempio.
Nel 1573 Valenciennes fu occupata dai Gueux. I borghesi abbandonarono la città. Hubert Cailleau fuggì disperato. Nel giugno 1573 scrisse una petizione sotto forma di poesia alla badessa di Flines, Gabrielle d'Esne de Béthencourt, nipote di Jacqueline de Lalaing, per chiedere sostegno e lavoro. Probabilmente li ottenne ma dal 1574 la guerra costrinse le monache a rifugiarsi a Douai.
Nel 1579 si sono perse le notizie riguardanti Hubert Cailleau e quindi si ipotizza che sia morto proprio in quell'anno.

## Opere
- Graduali miniati, biblioteca di Douai;
- Antifonari miniati, biblioteca di Douai;
- Manoscritto miniato con Storie della Passione e Risurrezione del Salvatore, Biblioteca nazionale di Francia;
- Numerosi ritratti di principi di corte tra cui Carlo il Temerario.